# Romle Stenovn

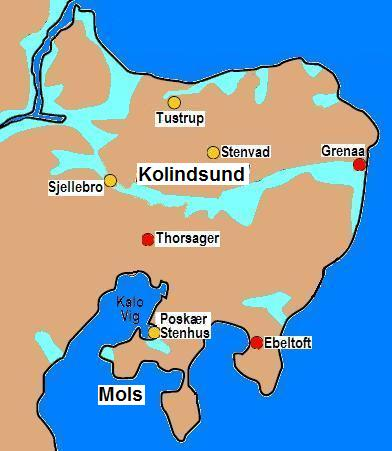
Djursland

Der Romle Stenovn (deutsch „Steinofen von Romle“) ist ein Runddysser  aus der Jungsteinzeit. Der Dolmen wurde zwischen 3.500 und 2.800 v. Chr. von den Trägern der Trichterbecherkultur (TBK) am nördlichen Ende eines Felsvorsprunges in Kolind, auf der Südseite des verlandeten Kolindsundes in Djursland in Ostjütland, in Dänemark errichtet.

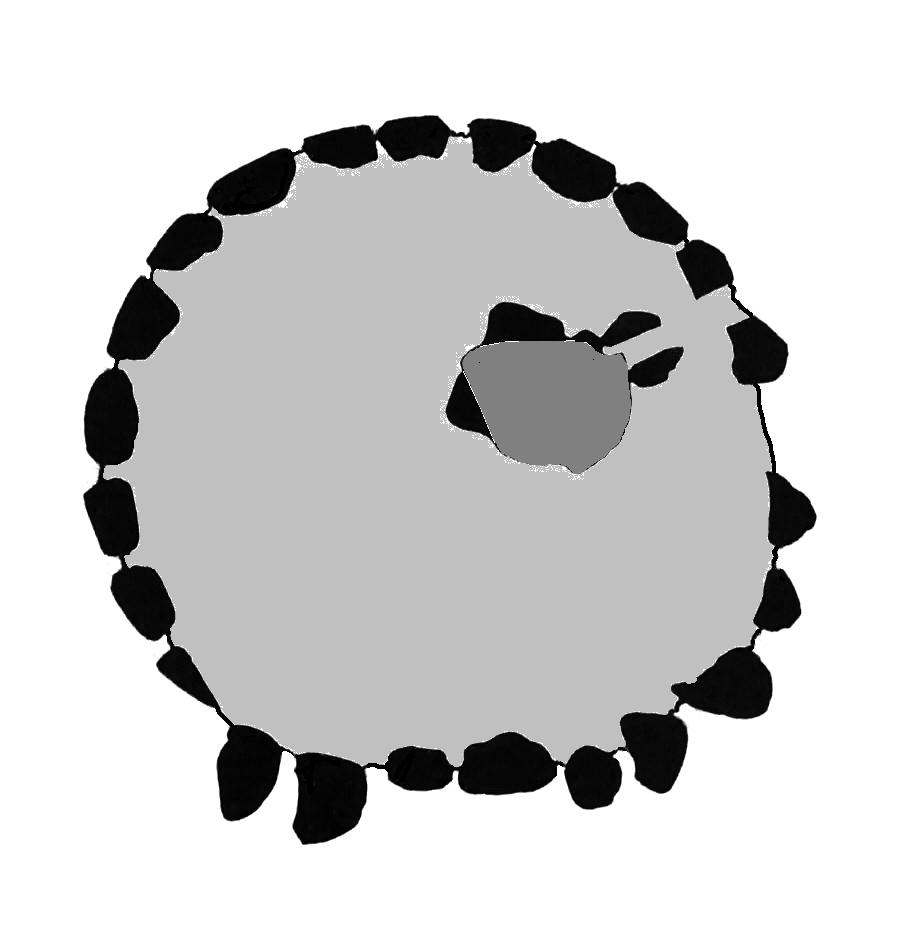
Schema eines Runddysser

## Beschreibung
Der Runddolmen hat einen massiven Deckstein, der auf einer Anzahl von Tragsteinen, die kaum aus dem noch bis zur halben Höhe erhaltene Rundhügel ragen, aufliegt, was auf einen Polygonaldolmen weist. Der Hügel von dem keine Randsteine erhalten sind, kann ursprünglich den Deckstein bedeckt haben. Die Kammer scheint im Osten einen Gang besessen zu haben, darauf weisen vier umgelagerte Steine.
Am Deckstein befinden sich mehrere Schälchen, die vermutlich aus der Bronzezeit stammen.
Vom nicht ausgegrabenen Grabhügel sind keine Funde bekannt.
In der Kirche von Kolind befindet sich der Runenstein DR 108, der als einziger dänische Gardarike-Runenstein über einen Tod „im Osten“ berichtet.
Bei Hyllested-Skovgårde liegt der Stenovnen.